# Jean-Noël Vandaele
 (octobre 2020).
 (septembre 2020).
 (décembre 2014).
Pour les articles homonymes, voir Vandaele.
Jean-Noël Vandaele, né à Ghyvelde (Nord) le 30 décembre 1952, est un artiste peintre français. Après avoir été un peintre abstrait, Jean-Noël Vandaele s'est engagé sur une voie figurative.

## Biographie
Il découvre la peinture et l'art au Musée du Mont-de-Piété de Bergues en 1966. Après avoir réalisé ses premiers dessins au lycée Fernand-Léger à Coudekerque-Branche, il s'inscrit à l'École des beaux-arts de Dunkerque.
En 1971 il obtient la bourse Zellidja pour un séjour a Manchester et écrit : Manchester à l'heure Européenne.
En 1977, il rencontre Louis-Olivier Chesnay qui fait de lui son dernier élève et lui fait découvrir l'abstraction. Ils deviendront amis et  exposeront ensemble plusieurs fois notamment au Musée des Augustins d' Hazebrouck en novembre 1977.
En 1982, il réalise sa première exposition personnelle à l'École Régionale des Arts Plastiques de Lille.
En 1990, il crée la galerie d'Art ARTUA à Dunkerque, où il présente des artistes de sa région mais aussi plusieurs artistes internationaux, à l'instar de Charo Marin.
En 1996, il déplace sa galerie à Bruxelles et expose désormais à l'étranger.
En 2001, il réalise une série qui lui ouvrira la porte des États-Unis : The True Ivory Head.
Après With the Hand et Oarsmen, il pénètre le monde du théâtre de William Shakespeare.
En 2002, il est invité par le conservateur en chef du Smithsonian American Art Museum qui lui fait découvrir le peintre américain Winslow Homer. Jean-Noël Vandaele s'installe dans le Maryland.  Il invente Yello Head un personnage récurrent, présenté de profil, dont le large sourire et la tête jaune sont les pierres angulaires de toutes ses nouvelles créations.
En 2004, il expose au Washington County Museum of Fine Arts des œuvres sur le théâtre de William Shakespeare et une série consacrée à l'œuvre du peintre américain Winslow Homer.
En 2004, il obtient pour un an une résidence d'artiste international à New York où il réalise des grands formats d'après Winslow Homer. Cette œuvre Yello Head and the Maritime Adventure sera exposée en 2004 au Newhouse Center for Contemporary Art (en).
Il est ensuite l'artiste invité du programme d'éducation du Butler Institute of American Art. Il y expose pendant une année une large série de dessins en hommage à Winslow Homer.
En 2005, il présente en avant première à New York, à la galerie d'art Caelum, sa série Yello Head and the Flemish Masters: Bosch, Brueghel and Rubens. Cette exposition est exportée ensuite à Gand et Bruxelles.
Il est à Paris en 2007, au centre culturel franco-japonais Bertin-Poirée où il inaugure sa série new-yorkaise : Scarf Dancers.
En 2008, il présente au Gilchrist Museum of Arts dans le Maryland, une exposition consacrée à l'évolution de son œuvre depuis 2002 : Tracking Yello  Head.
Il expose pour la première fois, au Japon, en mai 2008, une œuvre inspirée du théâtre kabuki. Suivent ensuite plusieurs expositions à Tokyo, toutes relatives à l'art japonais Ukiyo-e.
Il revient en 2009 à Paris, à l'Espace Japon, pour présenter ses nouvelles séries : Yello  Head and Kabuki Actors et Floating gray. La même année, il est présent au Furn’ Art en Belgique.
En 2012 , il expose à la Villanova University plusieurs séries relatives à Yello Head sous le titre Hello Yello!
En 2013,  il expose au Royaume Uni au Theatre & Performance de York. Il y présente trente dessins du théâtre de Shakespeare. Il étudie les trente sept pièces du théâtre shakespearien et crée un ensemble de cent vingt dessins au crayon de couleur. Une série spéciale consacrée à Macbeth est réalisée pour le théâtre de Cumberland dans le Maryland.
En son travail est utilisé comme illustration pour la célébration du 450e anniversaire de la naissance de Shakespeare, notamment lors du Shakespeare Sonnet Slam à Central Park.
En 2016, il est invité par la Cumberland Cultural Foundation (Maryland) pour des expositions où il présente notamment un ensemble d’œuvres de la Yello Head Shakespeare Company et des portraits de Shakespeare. À partir de cette date, il crée des événements  autour de ses portraits de Shakespeare aux États-Unis et en Europe.
En 2017 , il retourne au Royaume-Uni pour une exposition 'Metaphysical Shakespeare' à la Blue Boar Gallery de York.
En 2018, il est l'invité de Museo dans l’État de Washington pour une exposition de dessins du Théâtre de Shakespeare.